# Die drei Musketiere (1973)
Die drei Musketiere (Originaltitel: The Three Musketeers) ist ein US-amerikanisch-britisch-spanisch-panamaischer Mantel-und-Degen-Film des Regisseurs Richard Lester aus dem Jahr 1973. Das Drehbuch von George MacDonald Fraser basiert auf dem gleichnamigen Roman von Alexandre Dumas dem Älteren. Die Dreharbeiten fanden in Spanien statt, der Film wurde in Frankreich am 11. Dezember 1973 uraufgeführt. Das Werk ist der erste Teil einer Trilogie des Regisseurs nach Romanen von Dumas über die drei Musketiere, die im Jahr darauf mit Die vier Musketiere – Die Rache der Mylady fortgeführt und 1989 mit Die Rückkehr der Musketiere abgeschlossen wurde.

## Handlung
Paris, 1628: König Ludwig XIII. hat fast seine ganze Macht an den Kardinal Richelieu eingebüßt, da er die Gefahren, die um ihn herum lauern, nicht erkennt. Seine Ehefrau Anna von Österreich liebt ihn zwar nicht, ist ihm jedoch trotzdem treu und will den Regenten bei allen Möglichkeiten unterstützen. Beide können nur auf die Unterstützung weniger Freunde und der Musketiere hoffen, einer Garde aus loyalen Männern, zu denen der junge, draufgängerische Provinzler D’Artagnan stößt.
Als D’Artagnan nach Paris reist, hat er eine unangenehme Begegnung mit Rochefort, einem engen Vertrauten des Kardinals und Anführer seiner Garde. Kaum in Paris angekommen, muss er sich zuerst dem Kampf mit den drei Musketieren Porthos, Athos und Aramis stellen, wobei ihnen allerdings ihr Erzfeind, die Garde des Kardinals, in die Quere kommt. Bei diesem Gefecht schlägt sich D’Artagnan auf die Seite der Musketiere und bekämpft gemeinsam mit ihnen deren Gegner. So nimmt die enge Freundschaft mit den Musketieren ihren Anfang. Zudem verliebt sich D’Artagnan in die junge Frau seines Wirtes, Constance Bonacieux, die der Königin als Leibschneiderin und engste Vertraute dient.
Ganz Frankreich außer dem König weiß, dass Kardinal Richelieu schon lange den Monarchen stürzen will. Um endlich sein Ziel zu erreichen, will er die heimliche Liaison der Königin mit dem englischen Herzog von Buckingham ausnutzen. Als er erfährt, dass die Königin bei ihrem letzten heimlichen Rendezvous dem Herzog ein wertvolles zwölfteiliges Collier, das ein Geschenk des Königs war, als Pfand überlassen hat, entwickelt er einen raffinierten Plan. Für den nächsten Ball, der in zwei Wochen stattfinden soll, suggeriert der Kardinal dem König, sich von seiner Frau das Collier zeigen zu lassen; wenn sie es nicht vollständig vorweisen kann, würde es einen Skandal auslösen, der die Königin in Ungnade stürzen würde. Gleichzeitig beauftragt Richelieu seine Agentin Lady de Winter, dem Herzog zwei Diamanten aus dem Collier zu stehlen.
Als D’Artagnan durch Constance von der Sache erfährt, erklärt er sich bereit, nach England zu eilen und das Collier zurückzuholen. Seine Musketierfreunde und sein Diener Planchet reisen mit ihm, doch Richelieu und Rochefort haben von dem Plan bereits Wind bekommen und mehrere Hinterhalte arrangiert, denen Athos, Porthos und Aramis zum Opfer fallen. Trotz alledem gelangt D’Artagnan nach England, und mit der Unterstützung des Herzogs können die fehlenden Steine schnell ersetzt werden.
D’Artagnan kehrt gerade noch zum Beginn des Balls zum Schloss zurück; es gelingt ihm, bis vor das Fenster der Königin vorzudringen. Doch als er Constance das Collier übergeben will, versuchen De Winter und die Kardinalswachen, dies zu verhindern. Erst mit dem unvermittelten Wiedererscheinen von Athos, Porthos und Aramis gelingt es D’Artagnan, seinen Auftrag buchstäblich in letzter Sekunde zu erfüllen. In Anerkennung seiner Dienste wird er daraufhin in die Reihen der Musketiere aufgenommen, hat aber neben einer Geliebten und neuen Freunden auch neue Feinde gewonnen, die nun auf Rache sinnen …

## Synchronisation
| Rolle               | Darsteller          | Synchronsprecher    |
| ------------------- | ------------------- | ------------------- |
| Athos               | Oliver Reed         | Gernot Duda         |
| Constance Bonacieux | Raquel Welch        | Helga Trümper       |
| Aramis              | Richard Chamberlain | Klaus Kindler       |
| D’Artagnan          | Michael York        | Eckart Dux          |
| Porthos             | Frank Finlay        | Kurt E. Ludwig      |
| Rochefort           | Christopher Lee     | Herbert Weicker     |
| König Ludwig XIII.  | Jean-Pierre Cassel  | Paul Bürks          |
| Monsieur Bonacieux  | Spike Milligan      | Rudolf Schündler    |
| Planchet            | Roy Kinnear         | Mogens von Gadow    |
| Treville            | Georges Wilson      | Niels Clausnitzer   |
| Mylady de Winter    | Faye Dunaway        | Rose-Marie Kirstein |
| Kardinal Richelieu  | Charlton Heston     | Holger Hagen        |
| D’Artagnans Vater   | Joss Ackland        | Otto Stern          |
| Kapitän             | Francis De Wolff    | Bruno W. Pantel     |

## Kritiken
„Dumas’ bekannter Abenteuerroman in einer prunkvollen und artistisch-witzigen Neuverfilmung als Entlarvung von Historienkitsch und falsch verstandenem Heldentum.“

„Edle Recken fechten in bunten Kostümen: Die x-te Filmversion des gleichnamigen Romans von Alexandre Dumas entpuppt sich als unterhaltsames, knallbuntes Kostümabenteuer mit allem, was dazu gehört: Spannung, Schmalz und Slapstick. Dieses Mal zeichnete ‚Beatles‘-Regisseur Richard Lester (‚Yeah! Yeah! Yeah!‘, ‚Hi-Hi-Hilfe!‘) für die Inszenierung mit Top-Besetzung verantwortlich. 1974 drehte Lester auch die nicht ganz ernst zu nehmende Fortsetzung ‚Die vier Musketiere – Die Rache der Mylady‘.“

## Auszeichnungen (Auswahl)

### Society of Film and Television Arts Awards (Stella Awards)1975
Nominierungen
- Beste Filmmusik (Michel Legrand)
- Bestes Szenenbild (Brian Eatwell)
- Beste Kamera (David Watkin)
- Beste Kostüme (Yvonne Blake)
- Bester Schnitt (John Victor Smith)

### Golden Globe Award1975
Auszeichnungen
- Beste Hauptdarstellerin – Komödie oder Musical (Raquel Welch)

Nominierungen
- Bester Film – Komödie oder Musical